# Game (butikskedja)
Game är en butikskedja som huvudsakligen säljer dator- och TV-spel. Game bildades 1992 i Storbritannien. Under våren 2012 fick Game ekonomiska problem, och i maj såldes de skandinaviska delarna till Nordic Games, bland annat 44 butiker i Sverige, 11 i Finland, den skandinaviska websiten och rättigheter att använda märket 'Game'. Den skandinaviska avdelningen gick i konkurs den 8 juni 2015.